# EMGV 27–29
Az EMGV 27–29 egy magyar 1B tengelyelrendezésű személyvonati szerkocsis gőzmozdony sorozat volt. 1886-ban gyártotta a MÁV Gépgyár az Első Magyar Gácsországi Vasút (EMGV) részére. Összesen három db épült a sorozatból.
Az államosítást követően a MÁV-nál az 1002-1004 pályaszámokat kapták, majd 1891-ben a második pályaszámrendszerben a IIp osztály 1261-1263 pályaszámait kapták. 1911-től a MÁV 241 sorozat 001-003 számait viselték.
Az első világháború  után a három mozdonyt átadták Jugoszláviának. Az SHS az 1920-as években selejtezte őket.

## Fordítás
- Ez a szócikk részben vagy egészben  az   EMGV_27–29 című német Wikipédia-szócikk fordításán alapul.  Az eredeti cikk szerkesztőit annak laptörténete sorolja fel. Ez a jelzés csupán a megfogalmazás eredetét és a szerzői jogokat jelzi, nem szolgál a cikkben szereplő információk forrásmegjelöléseként.